# Quand tu me reviendras
Pour plus de détails, voir Fiche technique et Distribution.
Quand tu me reviendras (Cuando vuelvas a mi lado) est un film espagnol réalisé par Gracia Querejeta, sorti en 1999.

## Synopsis
Trois sœurs qui se sont perdues de vue, Gloria, Ana et Lidia, se réunissent pour l'enterrement de leur mère.

## Fiche technique
- Titre : Quand tu me reviendras
- Titre original : Cuando vuelvas a mi lado
- Réalisation : Gracia Querejeta
- Scénario : Manuel Gutiérrez Aragón, Elías Querejeta et Gracia Querejeta
- Musique : Ángel Illarramendi
- Photographie : Alfredo Mayo
- Montage : Nacho Ruiz Capillas
- Production : Elías Querejeta
- Société de production : Albares Production, Blue Cinematografica, Canal+ España, Continental Filmes, Elías Querejeta Producciones Cinematográficas, Tele Plus, Televisión Española et Televisión de Galicia
- Pays de production :  Espagne et  France
- Genre : drame
- Durée : 97 minutes
- Dates de sortie : 
  - Espagne : 8 octobre 1999
  - France : 30 août 2000

## Distribution
- Mercedes Sampietro : Gloria
- Julieta Serrano : Tía Rafaela
- Marta Belaustegui : Adela
- Adriana Ozores : Ana
- Rosa Mariscal : Lidia
- Ramón Barea : Donato
- François Dunoyer : Santos
- Giovanna Muñoz : Gloria adolescente
- Israel Rodríguez : Santos
- José Ángel Egido : Doctor
- Paco Sagarzazu : Serafín
- Jorge Perugorría : Joao

## Distinctions
Le film a été nommé pour sept prix Goya.